# Santissima Annunziata (Gaeta)
Koordinaten: 41° 12′ 43,1″ N, 13° 34′ 52,8″ O
Die Santissima Annunziata von Gaeta ist eine bedeutende Kirche und ein Sanktuarium (italienisch: Santuario) in der Küstenstadt Gaeta zwischen Rom und Neapel. Sie liegt direkt am Meer, an der Uferpromenade (Lungomare Giovanni Caboto) von Gaeta. Ihren Namen und ihr Patrozinium hat sie nach der Verkündigung Mariä, italienisch: Santissima Annunziata.
Zum Komplex gehörten einst auch ein Kranken- und ein Waisenhaus. Berühmt ist die sogenannte „goldene Grotte“ (Grotta d’oro) oder „goldene Kapelle“.

## Geschichte

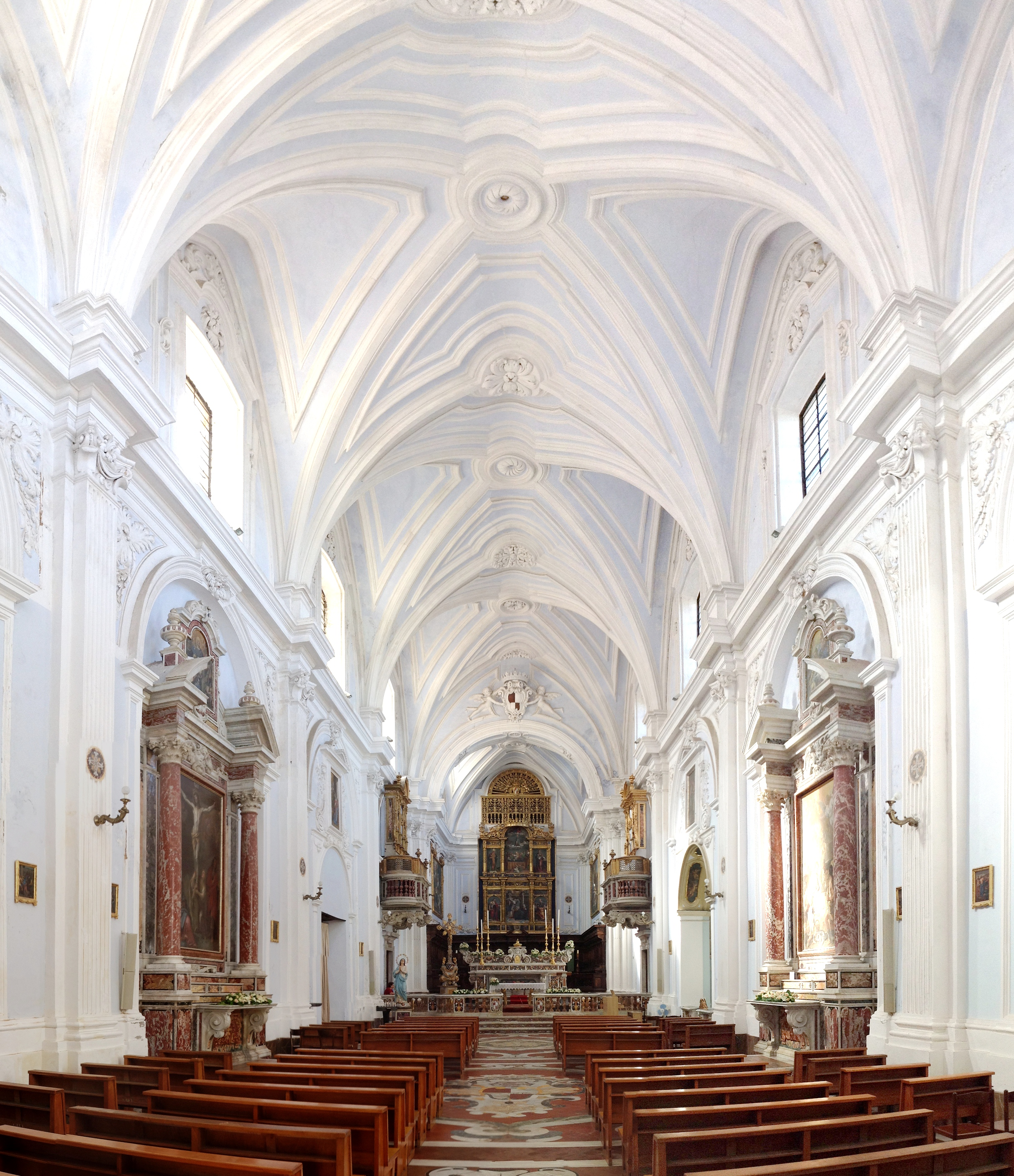
Innenraum der Santissima Annunziata von Gaeta

Die Kirche wurde 1320 auf Wunsch der Universität von Gaeta gegründet und in der Folge außerhalb der Stadtmauern erbaut, geweiht wurde sie 1352.
1355 wurde im Anschluss an den Kirchenbau ein Hospital gegründet, das in den folgenden Jahrhunderten immer wieder vergrößert wurde und von dem der große Krankensaal mit einem Tonnengewölbe aus dem 16. Jahrhundert erhalten ist. Die zum Gebäudekomplex gehörende Apotheke zählte im 17. Jahrhundert zu den bedeutendsten des Königreichs Neapel.
1536 wurde das Kirchengebäude teilweise zerstört und verändert, um Platz für die Bastionen der Stadt zu machen, die unter Karl V. erbaut wurden, aber heute nicht mehr existieren.
Ab 1621 fand eine umfassende Erneuerung im Geiste des neapolitanischen Barock statt, an der unter anderem der Architekt Andrea Lazzari und sein Sohn Dionisio Lazzari beteiligt waren.
Im März 2009 wurde die Kirche zum Sanktuarium erhoben.
Die Chiesa dell’Annunziata ist im Besitz einer wertvollen Musik-Bibliothek mit Dutzenden handgeschriebenen Codices, die mit wertvollen Miniaturen geschmückt sind.

## Beschreibung
Die barocke Fassade der Kirche stammt von Andrea Lazzari. Sie wird von Lisenen mit korinthischen (Untergeschoss) und Komposit-Kapitellen (Obergeschoss) gegliedert. Der Stuckdekor besteht aus Festons und geflügelten Engelsköpfen (Cherubim, Seraphim) über Portal, Fenster und Nischen des Obergeschosses. Die Bekrönung bilden eine mit Maiolica-Fliesen verzierte Uhr von Matteo De Vivo und ein Glockentürmchen („campanile a vela“), die erst zu Beginn des 18. Jahrhunderts hinzugefügt wurden.

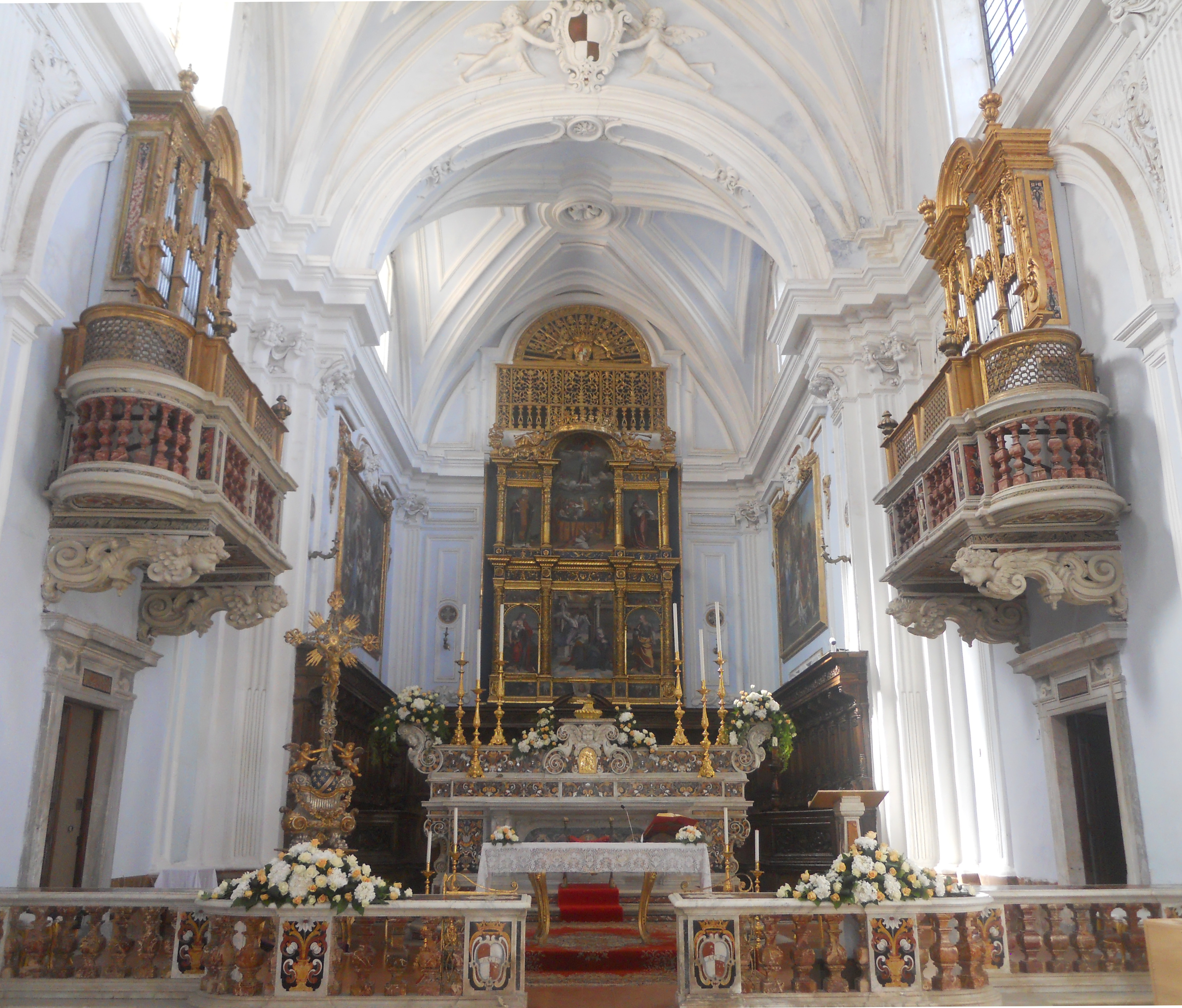
Chorraum mit Hochaltar und Orgeln

Das Innere besteht aus einem einzigen schmalen und hohen Kirchenschiff, das in seiner betont vertikalen Ausrichtung und mit seinem Kreuzrippengewölbe trotz der eleganten barocken Dekoration noch deutliche Spuren der ursprünglichen gotischen Architektur aufweist. Die Wände sind jedoch ganz im Stil des 17. Jahrhunderts gehalten, mit kannelierten ionischen Pilastern, breiten rechteckigen Fenstern im oberen Wandbereich und barocken Stuckornamenten, darunter wieder geflügelte Köpfe von Seraphim oder Cherubim. An den Seiten des Kirchenschiffs stehen zwei große Barockaltäre, deren farbiger Marmordekor von Dionisio Lazzari entworfen wurde.  Die Altarbilder der Kreuzigung und der Anbetung der Hirten malte Luca Giordano 1690. In der aktuellen Cappella del Santissimo Sacramento sieht man eine Madonna mit Kind von Giacinto Brandi (1660).
Auch die Dekoration des Chorraums geht zum großen Teil auf Dionisio Lazzari zurück, darunter der marmorne Altar mit kunstvollen Pietra-dura-Intarsien in Form floraler Motive und Arabesken. Das reichgeschnitzte Chorgestühl aus Nussbaumholz stammt aus dem 16. Jahrhundert.  Die beiden Gemälde an den Seitenwänden der Apsis schuf Sebastiano Conca 1720: Sie zeigen die Darstellung Jesu im Tempel und die Anbetung der Könige.  Der Hochaltar in der Apsis besteht aus einem prächtigen vergoldeten Polyptychon aus dem 16. Jahrhundert, das als Schenkung eines gewissen Giuliano Colojna, Bürger von Gaeta, in die Kirche kam. Die Malereien schuf Giovan Filippo Criscuolo aus der Schule von Andrea da Salerno 1521; dargestellt sind: Tod und Auferstehung Christi, die Verkündigung und die Heiligen Johannes der Täufer, Hieronymus, Ambrosius und Petrus. Über dem Hochaltar ist ein vergoldetes reichornamentiertes Gitter angebracht, hinter dem sich der „Waisenchor“ (Coro delle orfanelle) befindet, auf dem Nonnen und Waisenkinder vor neugierigen Blicken geschützt an den Messen teilnahmen.

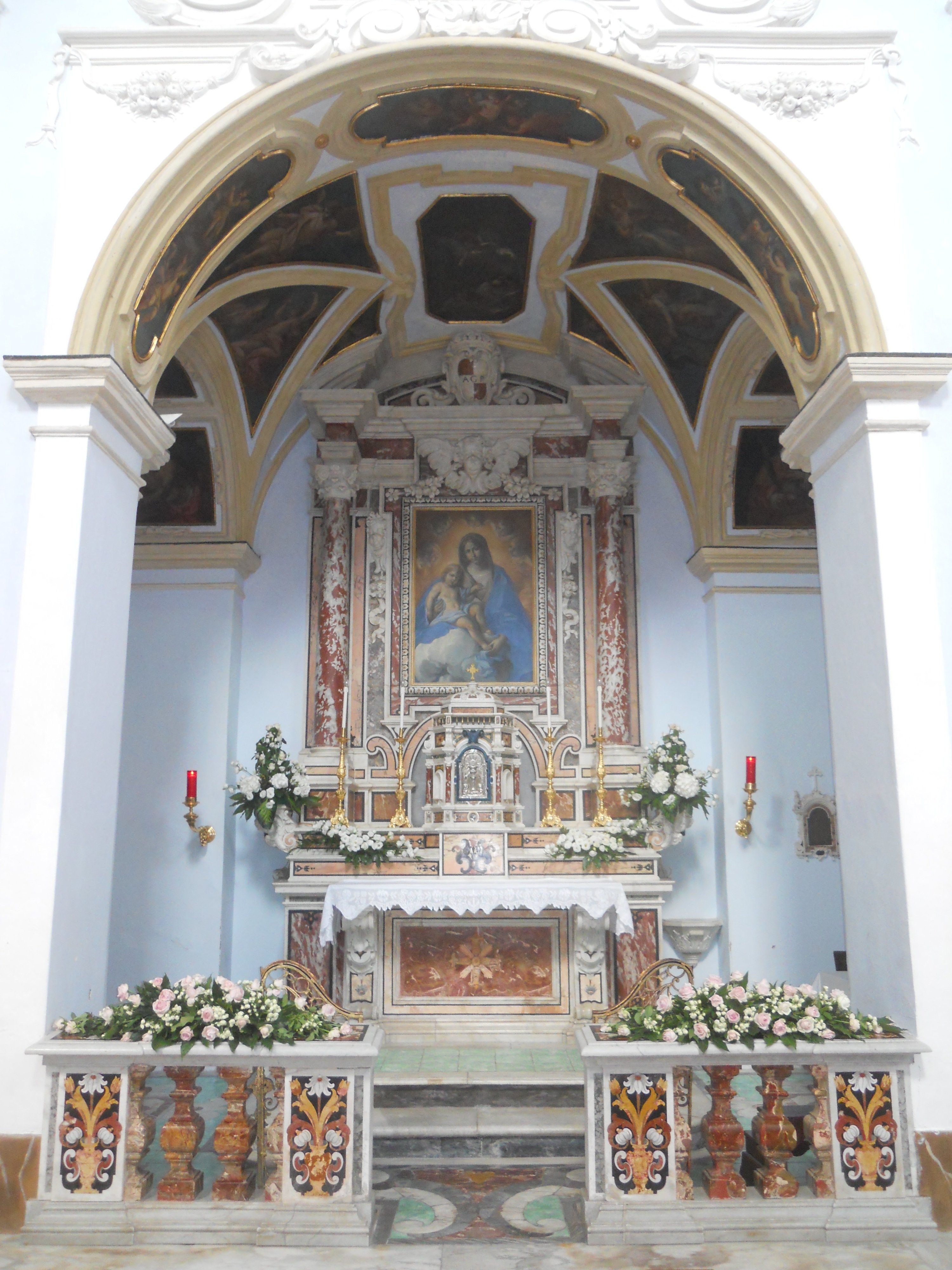
Cappella del Santissimo Sacramento
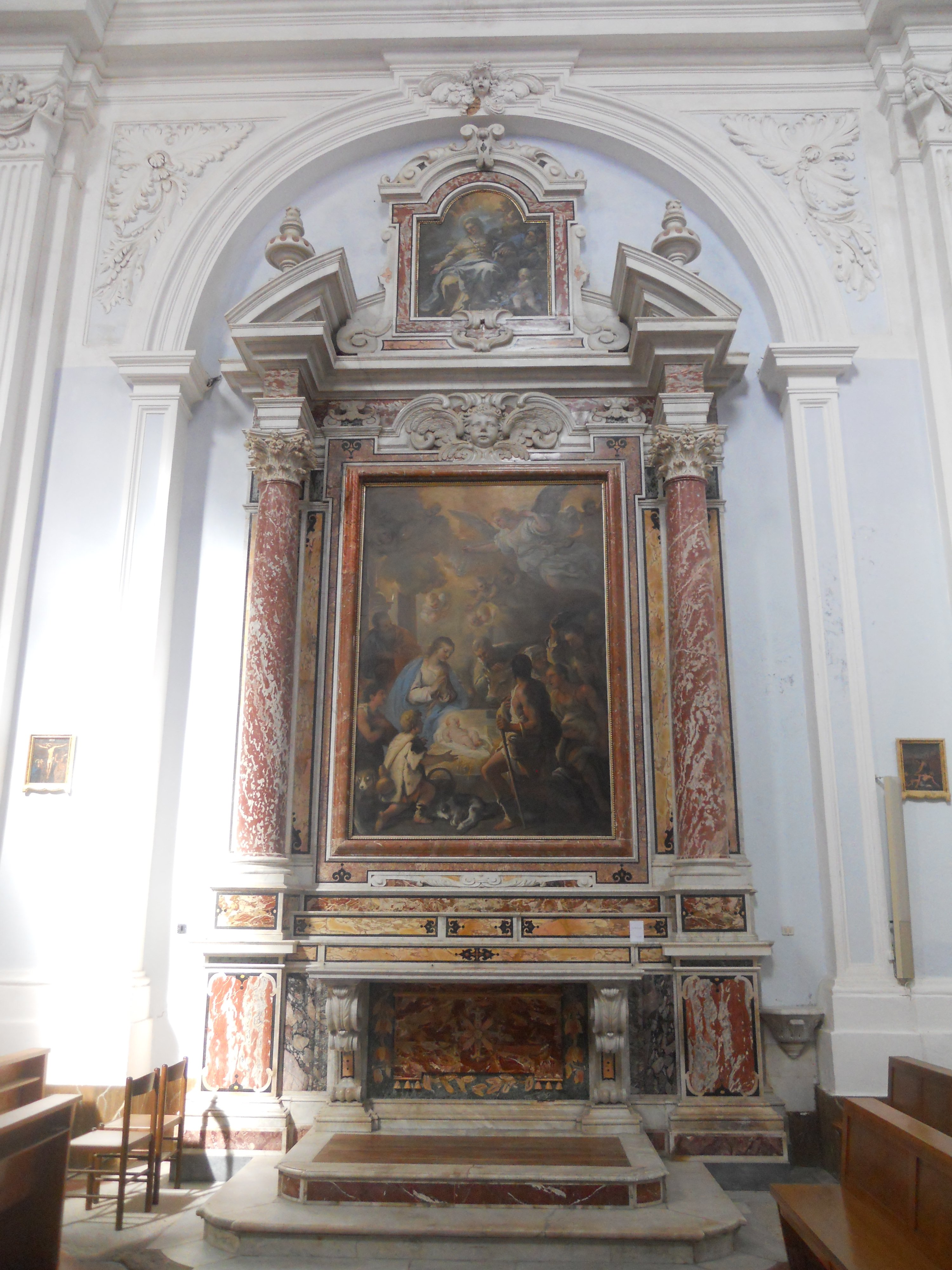
Altar der Geburt Jesu mit Bild von Luca Giordano
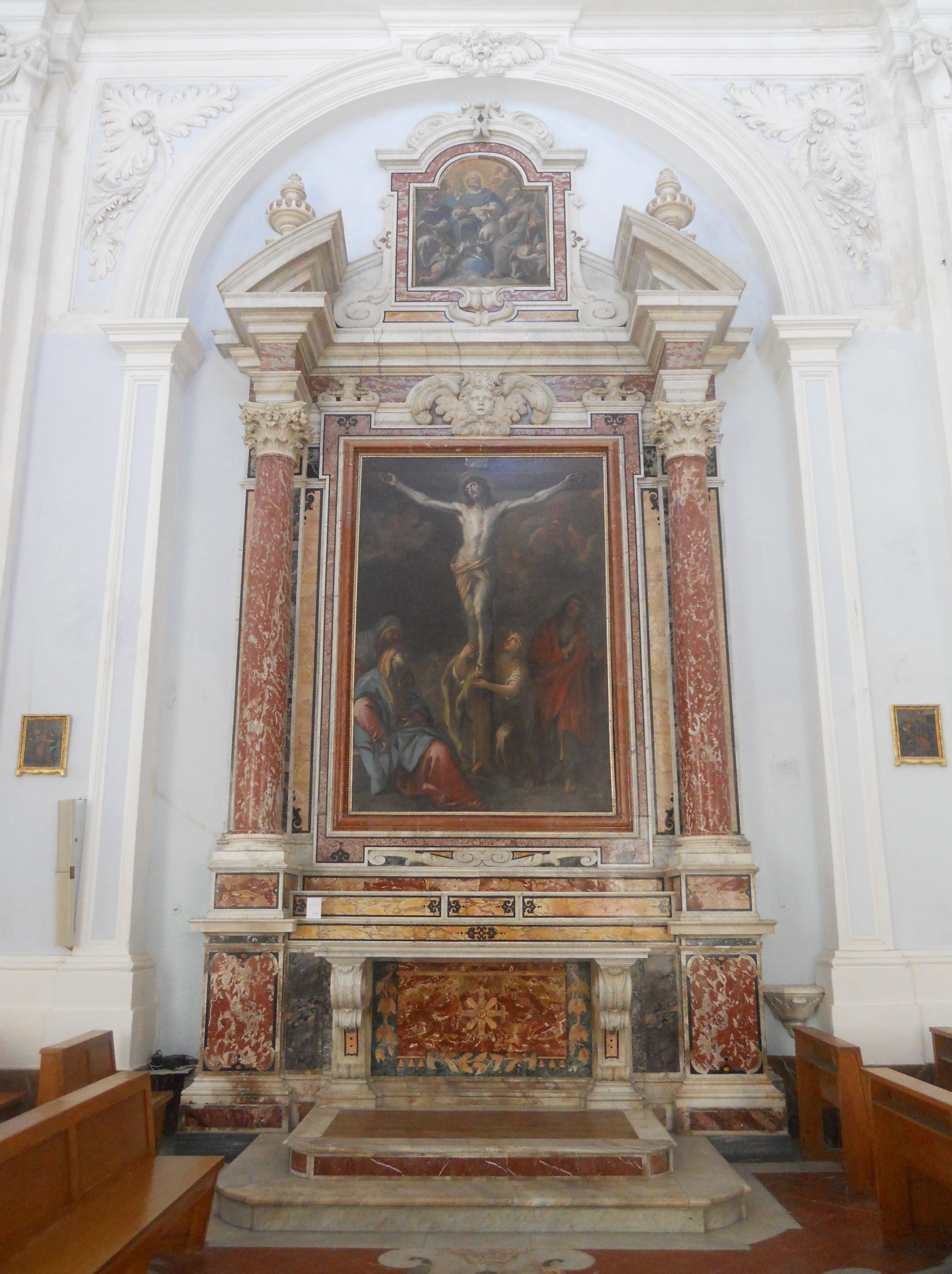
Kreuzaltar mit Altarbild von Giordano
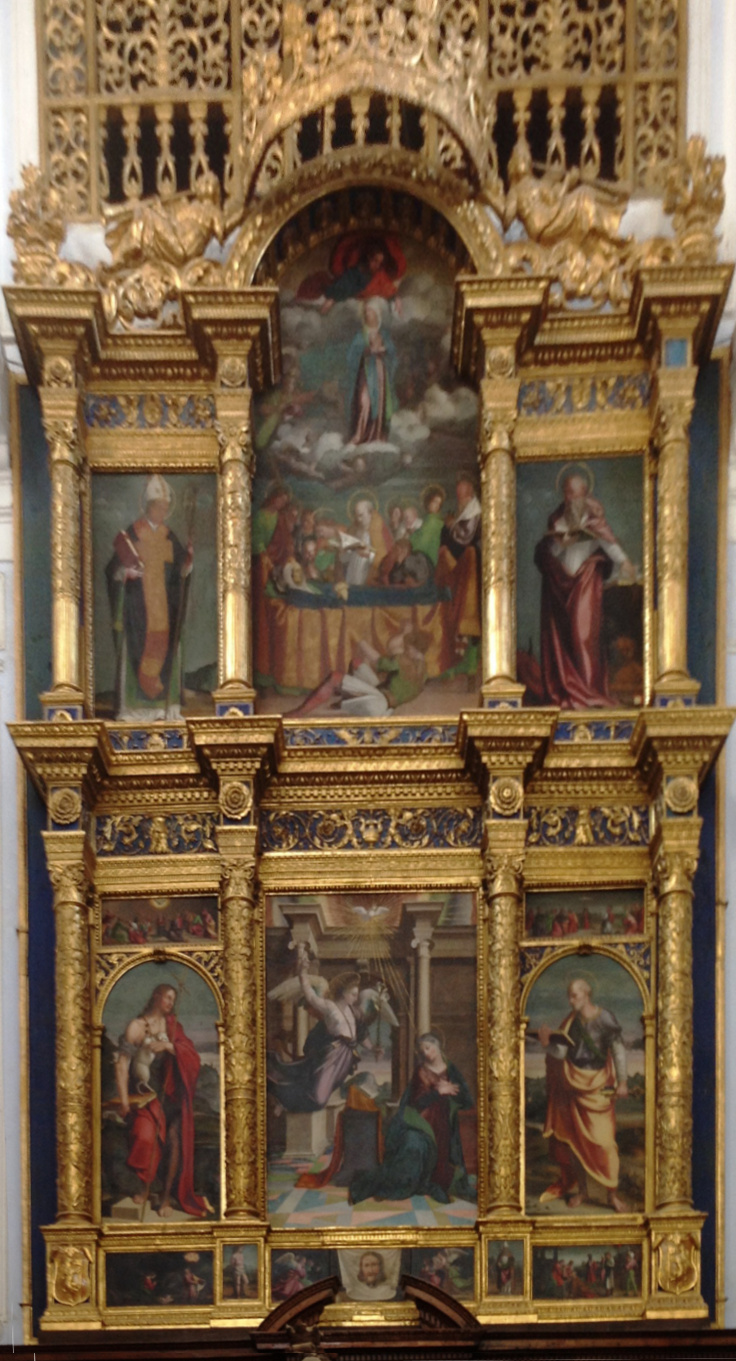
Hochaltar mit Polyptichon von Criscuolo
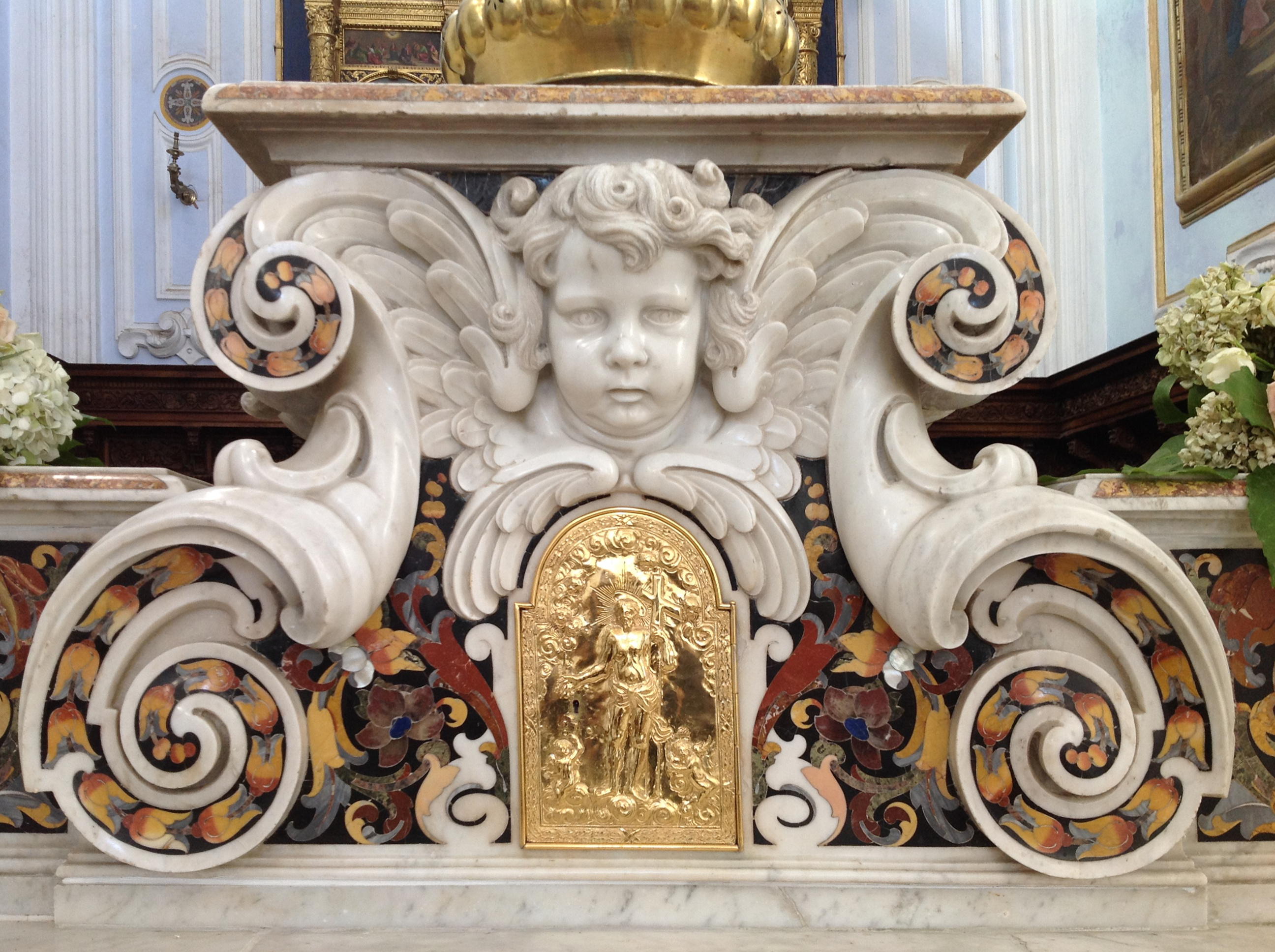
Cherub am Tabernakel des Hauptaltars

### Die Barockorgel

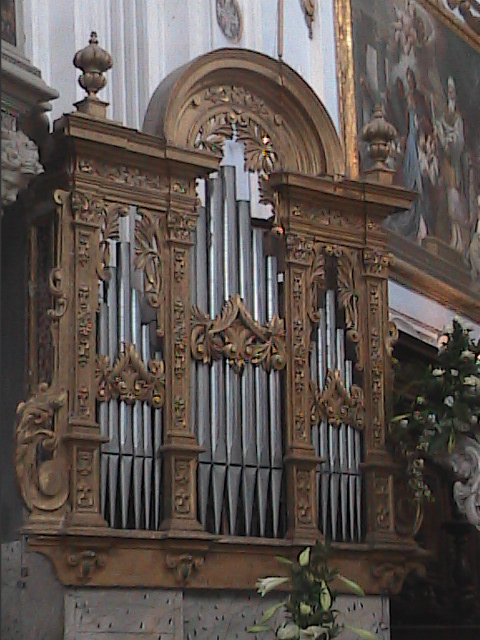
Orgel (1685–89) von Giuseppe De Martino (2007, unter der Empore !)

An beiden Seiten des Presbyteriums befinden sich zwei Orgelemporen (1674–1677), die auch von Dionisio Lazzari entworfen wurden und ursprünglich aus Marmor sein sollten, dann aber wegen finanzieller Engpässe aus Holz angefertigt wurden. Die Orgel auf der linken Empore wurde vom Orgelbauer der königlichen Kapelle von Neapel Giuseppe De Martino zwischen 1685 und 1689 gebaut; sie ist das älteste erhaltene Instrument dieses bedeutenden Orgelbauers, auf dem auch Alessandro Scarlatti (1660–1725) gespielt haben soll.  Die Disposition bestand im Original aus 7 Registern (Principale 8′, Ottava, XV, XIX, XXII, XXVI, XXIX), 1859 wurde ein Contrabbassi eingebaut. Die Tastatur hat 48 Tasten und ist durchgehend chromatisch – zur Entstehungszeit noch eine Seltenheit –, aber ohne das tiefe c#.
Die Orgel stand ab 1927 im Waisenchor (über und hinter dem Hochaltar) und war bis 1980 völlig vergessen und in einem dringend restaurierungsbedürftigen Zustand. Erst Forschungen von Graziano Fronzuto brachten die genannten Informationen über das Instrument und seinen Erbauer zu Tage und führten zur historischen Aufstellung auf der linken Empore.

## Die goldene Grotte
Die Cappella oder Grotta d’Oro (eigentlich: Cappella dell’Immacolata) hat einen eigenen Eingang an der Via Annunziata mit einem Marmorportal von Dionisio Lazzari.  Der Name bezieht sich auf die reiche Vergoldung (auf blauem Grund) des holzgeschnitzten, kassettierten Gewölbes. Die Kapelle geht auf das 14.–15. Jahrhundert zurück und wurde im 16. Jahrhundert von Criscuolo und einigen seiner Schüler mit einem 18-teiligen Gemäldezyklus ausgestattet.  Die Maria Immaculata (oder Mariä Himmelfahrt) auf dem Altar ist ein Werk von Scipione Pulzone von 1582.
Papst Pius IX. kam 1848/49 bei einem Aufenthalt in Gaeta regelmäßig zum Beten in die Grotta d’Oro. Eines dieser Gebete am 8. Dezember 1848 vor der Immaculata von Pulzone soll ihn zum Erlass des Dogmas von der Unbefleckten Empfängnis Mariens (1854) inspiriert haben. Später besuchte auch Johannes Paul II. die Kapelle, um in ihr zu beten.

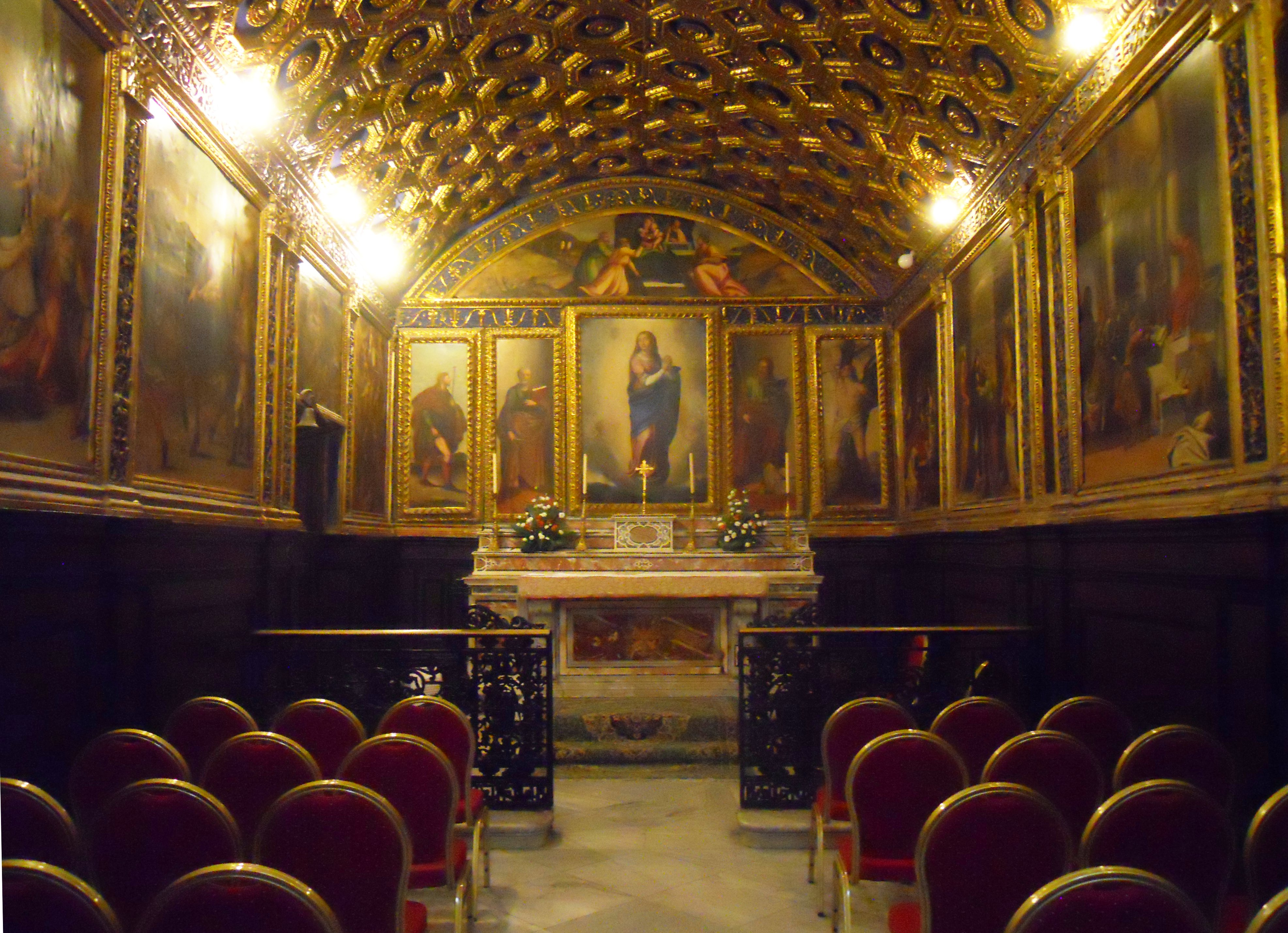
Cappella della Immacolata oder „Goldene Grotte“ von Gaeta